# Varg Vikernes
Varg Vikernes (født Kristian Vikernes; 11. februar 1973, udenfor Bergen, Norge) er en norsk black metal kunstner, politisk aktivist, morder og dømt brandstifter. I den tidlige fremvækst af den norske black metal scene, var han kendt ved scenenavnet Count Grishnackh (en reference til en orkhøvding i Tolkiens Ringenes herre). Vikernes stod bag enmandsmusikprojektet Burzum. Senere blev han også kendt som en fremstående talsmand for hedensk asetro. Han er desuden kendt i medierne under navnet "Greven". Han er blevet beskrevet som "den mest berygtede metalmusiker nogensinde" og på samme tid "en superstjerne i metalmiljøet".
Varg Vikernes blev i 1993 dømt 21 års fængsel for mordet på sin tidligere ven Øystein "Euronymous" Aarseth fra metalgruppen Mayhem, såvel som for ildspåsættelse på tre norske kirker samt at have nedbrændt Fantoft stavkirke. Efter at have afsonet 15 år, kunne han søge prøveløsladelse i foråret 2008, men hans ansøgning blev afslået. Han blev prøveløsladt i maj 2009 og har siden skiftet navn til Louis Cachet.
Varg Vikernes er gift med Marie Cachet og har syv børn inklusive en datter (født 1993) og en søn (født 2007).

## Musikprojekter
Varg Vikernes har spillet guitar, siden han var 14. Da han var omkring 17, kom han i kontakt med medlemmer af metalgruppen Old Funeral og spillede guitar med dem et stykke tid (sammen med bl.a. Olve "Abbath" Eikemo, som senere startede gruppen Immortal).
I 1991 søsatte han projektet Burzum, som blev en prominent og indflydelsesrig del af den norske metalscene. I projektet har han udgivet seks album mellem 1992 og 1999. Men i 2000 stoppede han sine musikprojekter (som han havde fortsat mens han sad i fængsel), på grund af hvad han anså som negativt ry. Varg mente at, hans filosofi konstant blev misforstået af en uvidende fangruppe, der var for tæt forbundet til black metal og satanisme. På dette tidspunkt havde han selv forladt metalscenen og udgivet to ambient-album; Dauði Baldrs og Hliðskjálf. Varg har udtalt, at han har i sinde at fortsætte projektet Burzum efter løsladelse fra fængsel – og at det nye Burzum, skal blive en fortsættelse af det gamle pre-fængsel Burzum.

## Dom og fængselsstraf
I 1993 blev Varg Vikernes dømt for mordet på sin tidligere ven Øystein "Euronymous" Aarseth, fra metalgruppen Mayhem. Han blev også fundet skyldige i flere tilfælde af brandstiftelse, et af tilfældene sammen med Jørn Tunsberg fra metalgruppen Hades Almighty. Han fik maksimumstraf, hvilket i Norge er 21 års fængsel. Straffen blev senere først afkortet, og så igen forlænget til den oprindelige længde efter et mislykket flugtforsøg i 2003. Begæring om prøveløsladelse blev afslået i juni 2006 og igen i juni 2008. I maj 2009 blev han prøveløsladt.

### Kirkeafbrænding
Den 6. juni 1992 blev Fantoft stavkirke i Bergen nedbrændt til grunden efter en ildspåsættelse. Kirken var en af Norges arkitektoniske og historiske perler, der stammede tilbage fra det 12. århundrede. Inden januar 1993, var mindst fem andre sådanne stavkirker blevet angrebet, inklusiv en juleaften.
Varg Vikernes blev fundet skyldig i flere af disse angreb; forsøget på ildspåsættelse på Storetveit kirke i Bergen, ildspåsættelsen af Åsane kirke i Bergen, Skjold kirke i Vindafjord og Holmenkollen kapel i Oslo. Han blev også anklaget for nedbrændingen af Fantoft stavkirke, men juryen frifandt ham i denne sag. Dommerne mente dette var en fejl, men ville ikke lade hele sagen gå om på dette emne.
I et interview med journalist Michael Moynihan forklarede Varg Vikernes sine motiver for kirkeangrebne:
"Jeg har ikke i sinde at sige at jeg har nedbrændt nogle kirker. Men lad mig formulere det sådan: Der var en person som startede det. Jeg blev fundet ikke-skyldig i Fantoft stavkirke, men nu vel, det var hvad der startede det hele. Det var den 6. juni og alle forbandt det til satanisme. [...] Hvad alle overser er at den 6. juni år 793, i Lindesfarne, i England var stedet for det første kendte vikingeangreb i historien, med vikinger fra Hordaland, hvilket er mit land. [...] De de kristne skændede vores grave, vores gravhøje, så det er hævn."
I hans manifest Vargsmål, skriver han: "For hver ødelagt kirkegård, er en hedensk grav hævnet, for hver ti kirker brændt til aske, et hedensk hof er hævnet, for hver ti præster eller frimurer snigmyrdet, en hedning er hævnet."'

## Diskografi
Som Burzum:
- 1992 – Burzum (januar 1992)
- 1993 – Det Som Engang Var (april 1992)
- 1993 – Aske (august 1992)
- 1994 – Hvis Lyset Tar Oss (september 1992)
- 1996 – Filosofem (marts 1993)
- 1997 – Dauði Baldrs (1994-1995, i fængslet)
- 1999 – Hliðskjálf (1998, i fængslet)
- 2010 – Belus
- 2011 – Fallen
- 2011 – From The Depths Of Darkness
- 2012 – Umskiptar

 Andre optrædener: 
- 1991 – Old Funeral – Devoured Carcass (guitar)
- 1994 – Darkthrone – Transilvanian Hunger (skrev teksten til fire af sangene)
- 1994 – Mayhem – De Mysteriis Dom Sathanas (bassguitar)